# Suzuki Warsaw Masters
Suzuki Warsaw Masters – pokazowy kobiecy turniej tenisowy, rozgrywany w 2008 roku na kortach Klubu Sportowego Warszawianka w Warszawie. Odbył się na przełomie kwietnia i maja, podczas gdy światowa czołówka tenisowa przygotowywała się do startu w wielkoszlemowym French Open. Powstał na miejsce wykluczonego z kalendarza WTA turnieju J&S Cup. Dyrektorem zawodów był Stefan Makarczyk.
W imprezie startowało sześć zawodniczek, podzielonych na dwie trzyosobowe grupy. Najpierw grały system każdy z każdym. Cztery najlepsze awansowały do półfinałów, następnie wyłonione zostały dwie finalistki, które zagrały ze sobą o główną premię.

## Mecze finałowe
| Rok  | Mistrzyni            | Finalistka       | Wynik    |
| 2008 | Swietłana Kuzniecowa | Marija Kirilenko | 6:2, 6:3 |